# MASM
MASM (Microsoft Macro Assembler) — ассемблер для процессоров семейства x86. Первоначально был произведён компанией Microsoft для написания программ в операционной системе MS-DOS и был в течение некоторого времени самым популярным ассемблером, доступным для неё. MASM поддерживал широкое разнообразие макросредств и структурированность программных идиом, включая конструкции высокого уровня для повторов, вызовов процедур и чередований (поэтому MASM — ассемблер высокого уровня). Позднее[когда?] была добавлена возможность написания программ для Windows. MASM — один из немногих инструментов разработки Microsoft, для которых не было отдельных 16- и 32-битных версий.

## Пример программы
Программа Hello World на MASM32, которая выводит это сообщение и завершается.
```
    
.386

    
.model
 
flat
,
 
stdcall

    
option
 
casemap
 
:
none

    
include
 
\
masm32
\
include
\
masm32.inc

    
include
 
\
masm32
\
include
\
kernel32.inc

    
include
 
\
masm32
\
macros
\
macros.asm

    
includelib
 
\
masm32
\
lib
\
masm32.lib

    
includelib
 
\
masm32
\
lib
\
kernel32.lib

    
.code

    
start:

      
print
 
"
Hello
 
world
"

      
exit

    
end
 
start

```

Пример той же программы на языке MASM версии 4.0 для процессора Intel 8086.
```
include
 
io.asm

   
data
 
segment

        
x
 
db
 
'
Hello
 
world
!
'
,
 
'
$
'

   
data
 
ends

  
stack
 
segment
 
stack

        
db
 
128
 
dup
 
(
?
)

  
stack
 
ends

   
code
 
segment
 

        
assume
 
cs
:
 
code
,
 
ds
:
 
data
,
 
ss
:
 
stack

 
start:
 
mov
 
ax
,
 
data

        
mov
 
ds
,
 
ax

        
lea
 
dx
,
 
x

        
outstr

        
finish

   
code
 
ends

        
end
 
start

```

Пример той же программы для MS-DOS на языке MASM версии 6.1 для процессора Intel 8086.
```
    
.model
 
tiny

    
.code

    
.startup

    
mov
 
dx
,
 
offset
 
Hello

    
mov
 
ah
,
 
9

    
int
 
21
h

    
.exit

    
Hello
 
db
 
'
Hello
 
world
!
$
'

    
end

```

## История
В начале 1990-х годов альтернативные ассемблеры, вроде Borland TASM и свободного ассемблера NASM, начали отбирать часть доли рынка MASM. Однако, два события в конце 1990-х позволили MASM сохранить большую часть своей доли: сначала Microsoft прекратила продавать MASM как коммерческий продукт и начала распространять его бесплатно как часть DDK (англ. Device Driver Kit — набор для создания драйверов). Во-вторых, благодаря пакету MASM32 и обучающим программам Iczelion’а Win32 оказалось, что программирование на MASM возможно и в среде Microsoft Windows. В 2000 году MASM 6.15 был выпущен как часть пакета разработки Visual C++ и все версии Visual C++ после 6.0 включали в себя версию MASM, равную версии Visual C++. Позже в Visual C++ 2005 появилась 64-разрядная версия MASM. Вместе с большим сообществом программистов MASM эти события помогли остановить снижение популярности MASM по сравнению с другими ассемблерами. Сегодня MASM продолжает использоваться на платформе Win32, несмотря на конкуренцию с новыми продуктами, такими как NASM, fasm, TASM, HLASM.

## Проекты, поддерживающие MASM
Есть много развивающихся проектов для разработки программного обеспечения, которые поддерживают MASM, включая IDE (например RadASM), отладчики (вроде OllyDbg), и дизассемблеры (включая IDA, интерактивный дизассемблер).

## Версии MASM
Хотя MASM больше не является коммерческим продуктом, Microsoft продолжает поддерживать исходный код, используемый и в других продуктах Microsoft. С тех пор как Microsoft прекратила продавать MASM отдельно, было выпущено несколько обновлений к производственной линии MASM 6.x (последнее обновление — версия 6.15, которая была включена в Visual C++ 6.0), а после этого — MASM 7.0 в составе Visual C++ .NET 2002, MASM 7.1 в составе Visual C++ .NET 2003, MASM 8.0 в составе Visual C++ 2005 и MASM 9.0 в составе Visual C++ 2008, поддерживающие платформу x64. С версии 11 MASM снова выходит как независимый продукт, имеется 2 среды разработки обычный (qedit) и для юникода (uniedit).